# フリードリヒ・オルブリヒト
フリードリヒ・オルプリヒト（ドイツ語: Friedrich Olbricht, 1888年10月4日 - 1944年7月21日）は、ドイツの陸軍軍人。最終階級は歩兵大将。1944年7月20日のヒトラー暗殺計画に参加したが失敗、決行翌日に処刑された。

## 経歴
ザクセン王国のバウツェン生まれ。ギムナジウムを卒業し、アビトゥーア合格後の1907年に陸軍に入り、ライプツィヒの第106歩兵連隊で士官候補生となる。第一次世界大戦に従軍。戦後の1919年、ヴェルサイユ条約で縮小されたドイツ陸軍に大尉として残る。1926年、国防省外国軍課課長に就任。1933年、ドレスデンの師団で参謀長。1935年、ドレスデンの第4軍団参謀長に就任。1938年、第24歩兵師団長を拝命。
第二次世界大戦が勃発した1939年9月、師団を率いポーランド侵攻に従軍、騎士鉄十字章を受章。翌年2月、歩兵大将に昇進。陸軍総司令部一般陸軍局長に任命される。1943年、国防軍最高司令部国防予備局長となる。
ルートヴィヒ・ベック元参謀総長、カール・ゲルデラー、ヘニング・フォン・トレスコウ少将を中心とする反ヒトラー・グループに参加し、ヒトラー暗殺計画に加わる。1943年、7月20日事件の実行役となるクラウス・フォン・シュタウフェンベルク大佐を自分の部局員に加える。1944年7月20日の決行当日はアルブレヒト・メルツ・フォン・クイルンハイムと共に、「ヴァルキューレ作戦」において、決行後の治安維持に備え国内予備軍の動員を画策した。しかし暗殺計画は失敗し同日深夜、国内予備軍司令官フリードリヒ・フロム上級大将の即決裁判により死刑を宣告され、日付が変わった7月21日午前0時過ぎ、シュタウフェンベルク、ヴェルナー・フォン・ヘフテンと共に、ベルリン・ベンドラーブロックの国内予備軍司令部の中庭で銃殺された。
戦後は顕彰の対象となり、1972年にはベルリン・シャルロッテンブルク地区に「オルブリヒト・ダム」が、ライプツィヒには「オルブリヒト兵舎」と「オルブリヒト通り」が、墓所のあるドレスデンには「オルブリヒト広場」がある。

## 文献
（翻訳元であるドイツ語版に掲載されているもの）
- Friedrich Georgi, Soldat im Widerstand. General der Infanterie Friedrich Olbricht; 2. Aufl., Berlin u. Hamburg 1989 (ISBN 3489501349)
- Helena P. Page, General Friedrich Olbricht. Ein Mann des 20. Juli; 2. Aufl., Bonn u. Berlin 1994 (ISBN 3416025148)
- Bericht von Olbrichts Schwiegersohn Friedrich Georgi 娘婿のフリードリヒ・ゲオルギ少佐による回想。ヴァルキューレ作戦決行直前にオルブリヒトから心中を打ち明けられていた。（ドイツ語）